# Erdmann von Schweinichen
Erdmann Hans Georg Ferdinand von Schweinichen (* 18. Januar 1839 in Münsterberg; † 26. Mai 1924) war ein preußischer Generalleutnant.

## Leben

### Herkunft
Erdmann war ein Sohn des Herrn auf Wasserjentsch, Bachorzew und Hilarhof Emil von Schweinichen (1806–1869) und dessen erster Ehefrau Ottilie, geborene von Lieres und Wilkau (1817–1839).

### Militärkarriere
Nach seiner Erziehung durch einen Hauslehrer sowie dem Besuch der Kadettenhäuser in Wahlstatt und Berlin trat Schweinichen am 2. Mai 1856 als Fähnrich in das 8. Jäger-Bataillon der Preußischen Armee in Wetzlar ein. Er avancierte Ende Oktober 1856 zum Sekondeleutnant und war 1860/63 Adjutant des Bataillons. Unter Beförderung zum Premierleutnant erfolgte Anfang Juni 1863 seine Versetzung in das 4. Pommersche Infanterie-Regiment Nr. 21 nach Inowrazlaw. Ab 1864 wirkte er als Regimentsadjutant, nahm in dieser Eigenschaft 1866 während des Krieges gegen Österreich an der Schlacht bei Königgrätz teil und wurde mit dem Kronen-Orden IV. Klasse mit Schwertern ausgezeichnet.
Nach dem Friedensschluss wurde Schweinichen Anfang November 1866 als Adjutant der 9. Division in Glogau kommandiert und unter Belassung in dieser Stellung im Oktober 1867 in das 3. Magdeburgische Infanterie-Regiment Nr. 66 versetzt. Er rückte Mitte November 1867 zum Hauptmann auf und trat einen Monat später mit der Ernennung zum Kompaniechef in den Truppendienst zurück. Als solcher führte er die 4. Kompanie im Krieg gegen Frankreich 1870/71 bei Beaumont sowie vor Paris und erhielt für sein Wirken neben dem Eisernen Kreuz II. Klasse das Ritterkreuz des Albrechts-Ordens mit Kriegsdekoration.
Am 11. Dezember 1877 wurde Schweinichen zum überzähligen Major befördert, Mitte Januar 1878 in das Anhaltische Infanterie-Regiment Nr. 93 versetzt und Mitte Mai 1878 zum etatmäßigen Stabsoffizier ernannt. Vom 1. April 1881 bis zum 11. Januar 1884 war er Kommandeur des Füsilier-Bataillons in Zerbst und wurde mit der Kommandeurinsignie II. Klasse des Hausordens Albrechts des Bären ausgezeichnet. Daran schloss sich eine Verwendung als Kommandeur des Hessischen Jäger-Bataillons Nr. 11 in Hagenau sowie Mitte Juli 1885 die Beförderung zum Oberstleutnant an. Unter Stellung à la suite seines Bataillons beauftragte man Schweinichen am 8. Juli 1886 zunächst mit der Wahrnehmung der Geschäfte als Kommandeur der Infanterie-Schießschule in Spandau, bis er am 4. August 1888 als Oberst zum Kommandeur der Ausbildungseinrichtung ernannt wurde. Am 19. November 1889 erfolgte seine Versetzung nach Görlitz als Kommandeur des Infanterie-Regiments „von Courbière“ (2. Posensches) Nr. 19. Unter Stellung à la suite seines Regiments beauftragte man ihn am 22. November 1890 mit der Führung der in Hannover stationierten 39. Infanterie-Brigade. Vom 15. Dezember 1890 bis zum 20. Oktober 1891 war Schweinichen Kommandeur dieser Brigade und anschließend Inspekteur der Jäger und Schützen. In dieser Stellung war er zugleich mit der Wahrnehmung der Geschäfte des Kommandos des Reitenden Feldjägerkorps beauftragt und avancierte am 14. Mai 1894 zum Generalleutnant. In Genehmigung seines Abschiedsgesuches wurde Schweinichen am 14. November 1894 mit Pension zur Disposition gestellt und mit dem Stern zum Roten Adlerorden II. Klasse mit Eichenlaub ausgezeichnet.

### Familie
Schweinichen verheiratete sich am 13. Mai 1866 in Trebnitz mit Marie von Festenberg-Packisch (1843–1919). Der Sohn fiel in Deutsch-Südwestafrika und eine der beiden Töchter starb früh. Marieagnes (* 1867) heiratete am 15. Dezember 1888 in Spandau den späteren preußischen General der Infanterie Leo Sontag.